# Agustín Mulet
Agustín Nicolás Mulet (Lomas del Mirador, Argentina; 22 de febrero de 2000) es un futbolista argentino. Juega de centrocampista y su equipo actual es Club Olimpia de la Primera División de Honduras

## Trayectoria
Mulet se formó como futbolista en las inferiores del Club La Loma, San Martín de Liniers y finalmente en el Vélez Sarsfield. Fue promovido al primer equipo de Vélez en 2020, y debutó en el club el 9 de diciembre ante la Universidad Católica de Chile por la Copa Sudamericana.
Tras jugar tres temporadas en Vélez, Mulet fue cedido al Independiente de Avellaneda.
Al volver de su préstamo de Independiente, renovó su contrato con Vélez Sarsfield hasta el 31 de diciembre de 2025, para luego volver a emigrar; en este caso al Cobreloa de Chile.

## Estadísticas
Actualizado al último partido disputado el 8 de septiembre de 2023.
| Club                               | Div.          | Temporada     | Liga  | Liga  | Copas nacionales | Copas nacionales | Copas internacionales | Copas internacionales | Total | Total |
| Club                               | Div.          | Temporada     | Part. | Goles | Part.            | Goles            | Part.                 | Goles                 | Part. | Goles |
| ---------------------------------- | ------------- | ------------- | ----- | ----- | ---------------- | ---------------- | --------------------- | --------------------- | ----- | ----- |
| Vélez Sarsfield Argentina          | 1.ª           | 2020-21       | 4     | 1     | 1                | 0                | 1                     | 0                     | 6     | 1     |
| Vélez Sarsfield Argentina          | 1.ª           | 2021          | 18    | 0     | —                | —                | 2                     | 0                     | 20    | 0     |
| Vélez Sarsfield Argentina          | 1.ª           | 2022          | 18    | 0     | —                | —                | 1                     | 0                     | 19    | 0     |
| Vélez Sarsfield Argentina          | Total club    | Total club    | 40    | 1     | 1                | 0                | 4                     | 0                     | 45    | 1     |
| Independiente Avellaneda Argentina | 1.ª           | 2023          | 11    | 0     | 3                | 0                | —                     | —                     | 14    | 0     |
| Independiente Avellaneda Argentina | Total club    | Total club    | 11    | 0     | 3                | 0                | 0                     | 0                     | 14    | 0     |
| Cobreloa · Chile                   | 1.ª           | 2024          | 0     | 0     | 0                | 0                | —                     | —                     | 0     | 0     |
| Cobreloa · Chile                   | Total club    | Total club    | 0     | 0     | 0                | 0                | 0                     | 0                     | 0     | 0     |
| Total carrera                      | Total carrera | Total carrera | 51    | 1     | 4                | 0                | 4                     | 0                     | 59    | 1     |